# Marjorie Boulton
Marjorie Boulton (Londres, 7 de maig de 1924 - Oxford, 30 d'agost de 2017) va ser una escriptora i poetessa britànica en anglès i en esperanto.

## Biografia
Marjorie Boulton va aprendre la llengua internacional esperanto el 1949 per les seves conviccions pacifistes. Posteriorment presidiria dues associacions d'esperantistes: Kat-amikaro i Oxford and District Esperanto Society. També va ser membre de l'Acadèmia d'Esperanto. Llicenciada i doctora en literatura per Somerville College, Universitat d'Oxford, va escriure un conjunt de manuals de literatura anglesa, així com diversos reculls de poesia i prosa. També és autora d'una biografia de Ludwik Lejzer Zamenhof que ha estat traduïda a diverses llengües, entre elles el català.
Pel que fa a la seva obra literarària, alguns estudiosos han destacat la rellevància de la seva poesia des del punt de vista del feminisme. Alguns sels seus poemes apareixen a l'enciclopèdia de la literatura original en esperanto Concise Encyclopedia of the Original Literature of Esperanto, 1887-2007, de Geoffrey Sutton. Al llarg de la seva vida va guanyar nombrosos premis als concursos literaris de l'Associació Universal d'Esperanto i també va ser membre honorària d'aquesta associació. El 2008 va ser candidata al premi Nobel de literatura.

## Obres

### Poesia
- Kontralte (1955)
- Cent ĝojkantoj (‘Cent cants de joia’, 1957)
- Eroj (‘Bocins', 1959)
- Rimleteroj ('Cartes en vers', amb William Auld, 1976)

### Teatre
- Virinoj ĉe landlimo (‘Dones a la frontera’, 1959)

### Prosa
- Dekdu piedetoj (‘Dotze peuets', 1964)
- Okuloj (‘Ulls', 1967)

### Biografia
- Zamenhof: Creator of Esperanto (Routledge, 1960) - Zamenhof: autor de l'esperanto (El Llamp, 1987)

### Estudis literaris
- The Anatomy of Poetry (1953)
- The Anatomy of Prose (1954)
- The Anatomy of Drama (1960)
- The Anatomy of Language (1968)
- The Anatomy of the Novel (1975)
- The Anatomy of Literary Studies (1980)